# Гојмир Антон Кос
Гојмир Антон Кос (24. јануар 1896 — 22. мај 1970) био је словеначки и југословенски академски сликар и професор на Академији ликовних уметности у Љубљани (Akademija za likovno umetnost in oblikovanje).

## Биографија
Гојмир је рођен у Горици (тада део Аустро-Угарске, сада у Италији ), где је његов отац, познати историчар Франц Кос, (рођен 1853 у Селцу код Шкофје Локе у Крањској) предавао на престижној државној гимназији и истраживао историју словеначких земаља XVI-XVIII века на основу кога је објавио дело „Gradivo za zgodovino Slovencev v srednjem veku“ у 5 књига. Гојмир је студирао сликарство на Академији ликовних уметности у Бечу (Akademie der bildenden Künste Wien) у класи Рудолфа Бахера и Јулиуса Шмита и унутрашњу архитектуру у Берлину. Због краха Аустро-Угарске, свој последњи семестар завршио је у Загребу на Краљевском земаљском вишем образовалишту за умјетност и умјетни обрт, где је дипломирао 1919. У то време он је положио испит који га је квалификовао за професора цртања. У Љубљану се преселио 1924, где је у почетку предавао у средњој школи. Те године му умире отац. После Другог светског рата, 1945. године, изабран је за редовног професора у новооснованој Академији ликовних уметности у Љубљани, где је остао до одласка у пензију 1962. Од 1948. до пролећа 1949. био је директор Музеја модерне уметности у Љубљани .

## Опус
Косове слике су углавном пејзажи, портрети, актови, монументалне сцене из словеначке историје, фигуралне композиције и мртве природе, којима се посебно истакао. Ради и опреме књига и основе за плакате. Његова главна дела су у Модерној галерији у Љубљани (Аутопортрет, Пред вратима и др.) и у згради Државног збора републике Словеније (велике композиције из националне историје: Устоличење и Битка на Кршком). Омиљена техника му је уље на платну, а опробао се и у фрескосликарству. Сликање схвата као остварање објекта бојом, коју примењује на начин касних импресиониста.

## Награде и признања
Кос је освајао бројне награде за свој рад, укључујући и Прешернову награду 1947. за уље на платну Девојка с хармоником и поново 1950. за уље на платну, свој Аутопортрет. Те године је такође излагао на Бијеналу у Венецији. Члан Словеначке академије наука и уметности постао је 6. децембра 1949.